# 왕의 남자
《왕의 남자》(王의 男子)는 이준익 감독의 영화이자 3번째 천만 관객 돌파 영화로 2005년 12월 29일 개봉하였다. 2006년 3월 5일 배급사 집계 기준으로, 《태극기 휘날리며》가 지니고 있던 대한민국 영화 흥행 기록(1174만 명)을 경신하였다. 연극 《이 (爾)》를 원작으로 한다. 한편, 왕의 남자는 대종상에서 작품상, 감독상, 남우주연상 등 7개 부문에서 수상하는 영예를 얻었다. 또한 성적 소수자인 동성애자와 그들을 소재로 한 영화들에 대한 관심을 불러일으킨 작품이기도 하다.

## 줄거리
《왕의 남자》는 조선 연산군 시대를 배경으로 한 픽션으로, 실록에 광대로 등장하는 인물 공길을 중심으로 이야기가 전개된다. 광대패는 오랜 고초 끝에, 장생이 직접 왕을 웃겨보이겠다며 나선다. 그러나 왕 앞에 선 순간, 모두 얼어붙고 만다. 이때 공길이 나서 재치를 발휘해 연산군을 웃기고, 그로 인해 이들은 궁에 머물게 된다.
왕의 총애를 받은 이들은 궁에서 지속적으로 공연을 펼친다. 그러나 그들의 공연은 점차 탐관오리를 풍자하거나 폐비 윤씨의 사사 사건을 우회적으로 비판하는 내용으로 변화하면서, 궁 안에는 숙청과 갈등의 긴장이 고조된다.
연산군은 공길에게 점차 특별한 감정을 보이며 집착하고, 이를 지켜보던 후궁 장녹수는 공길에게 질투를 느낀다. 이러한 상황 속에서 중신들은 광대패가 왕의 기세를 부추기고 있다고 판단하여 그들을 제거할 음모를 꾸미기 시작한다.

## 출연진
- 감우성 : 광대 장생 역
- 이준기 : 광대 공길 역
- 정진영 : 연산군 역
- 강성연 : 장녹수 역
- 장항선 : 내시 김처선 역
- 유해진 : 광대 육갑 역
- 정석용 : 광대 칠득 역
- 이승훈 : 광대 팔복 역

## 수상 경력
- 2006년 제43회 대종상 해외인기상 / 국내인기상/ 신인남우상 이준기
- 2006년 제43회 대종상 감독상/최우수작품상 이준익
- 2006년 제43회 대종상 국내인기상 강성연
- 2006년 제43회 대종상 남우주연상 감우성
- 2006년 제43회 대종상 남우조연상 유해진
- 2006년 제43회 대종상 촬영상 지길웅
- 2006년 제43회 대종상 각본상 최석환
- 2006년 제27회 청룡영화상 인기스타상 / 베스트 커플상 이준기
- 2006년 제27회 청룡영화상 베스트커플상 감우성
- 2006년 제27회 청룡영화상 인기스타상 강성연
- 2006년 제5회 대한민국영화대상 신인남우상 이준기
- 2006년 제29회 황금촬영상 신인남우상 이준기
- 2006년 제29회 황금촬영상 촬영감독이 뽑은 작품대상 수상 - 이글픽쳐스
- 2006년 제29회 황금촬영상 촬영상/ 금상 지길웅
- 2006년 제42회 백상예술대상 영화부문 남자 신인연기상 / 패셔니스타상 이준기
- 2006년 제42회 백상예술대상 영화부문 대상 수상 이준익
- 2006년 제3회 맥스무비 최고의 영화상 최고의 감독상 이준익
- 2006년 제3회 맥스무비 최고의 영화상 최고의 남자조연배우상 이준기

## 관련 일화
- 영화 장면 중 “나 여기 있고, 너 거기 있지”라는 대사는 희곡 《키스》의 대사 중 한 부분을 표절한 것이라며, 영화상영금지 가처분 신청이 있었으나 1심과 2심 모두 기각되었다.[2]

## 같이 보기
- 대한민국 영화 흥행 기록